# Barbara Eve Harris
Pour les articles homonymes, voir Harris.
Ne doit pas être confondue avec l'actrice américaine Barbara Harris.
Barbara Eve Harris est une actrice canadienne, née le 8 mars 1959 sur l'île de Tobago (Trinité-et-Tobago).

## Biographie
Barbara Eve Harris est née sur l'île indépendante de Tobago. Elle a emménagé avec sa famille au Canada à l'âge de six ans.

## Carrière
Elle commence sa carrière au cinéma en 1985 dans le film de Lewis Furey : Night Magic et à la télévision dans le téléfilm Les Filles du KGB de Don Taylor
Deux ans plus tard, elle joue dans les séries Brigade de nuit, Le monde merveilleux de Disney et Adderly. Elle retrouve Don Taylor pour le téléfilm Ghost of a Chance.
Elle fait son retour en 1990 dans les séries Côte Ouest et E.N.G. jusqu'en 1991. Après cela, on peut la revoir dans La Chambre secrète et Street Legal (en) (elle rejouera dans la série avec des rôles différents en 1992 et 1994).
En 1993, elle tient un petit rôle dans L'Avocat du diable de Sidney Lumet avec Rebecca De Mornay et Don Johnson. A la télévision elle est présente dans Promo 96. L'année d'après, elle tourne dans Side Effects, où elle restera jusqu'en 1996.
En 1997, elle tourne de nouveau pour Sidney Lumet dans Critical Care et joue dans la série FX, effets spéciaux. L'année suivante, elle est présente dans les séries Un tandem de choc et Au-delà du réel : L'aventure continue.
En 2000, elle joue dans la série Bull. L'année d'après, elle fait son retour au cinéma dans Identité suspecte de Bruce McDonald (avec Juliette Lewis et Mickey Rourke) et Mise à feu (avec Lena Olin et Bill Pulman) d'Yves Simoneau, avec qui elle tourne pour la seconde fois. Elle joue également dans plusieurs séries, à savoir : À la Maison-Blanche, Providence, That's Life et Any Day Now.
En 2002, elle continue d'enchaîner les apparitions sur le petit écran avec les séries Associées pour la loi, The Practice : Donnell et Associés et Espions d'État.
En 2004, elle tourne dans deux épisodes des séries JAG, Jack et Bobby et Sex Traffic. L'année d'après, elle joue dans Kevin Hill, The Eleventh Hour et Commander in Chief, où elle reprend son rôle lors d'un autre épisode diffusé en 2006. Cette même année, elle intègre le casting de Prison Break, où elle jouera de manière récurrente jusqu’en 2009.
En 2008, elle est présente aux côtés de Bradley Cooper et Leslie Bibb dans le film The Midnight Meat Train de Ryuhei Kitamura. Cette même, elle tourne dans un épisode des séries Esprits criminels, Boston Justice et Ghost Whisperer. L'année suivante, elle est présente dans plusieurs séries tels que : Hawthorne : infirmière en chef, Mental, ou encore Flashpoint.
En 2011, elle obtient un rôle dans quelques épisode de la série Les Experts, jusqu'à l'année d'après. Toujours en 2012, elle revient au cinéma dans les films  The Amazing Spider-Man de Marc Webb et Des gens comme nous d'Alex Kurtzman. A la télévision, elle joue dans un épisode de Rizzoli and Isles  (elle reprend son rôle lors d'un autre épisode en 2014).
En 2014, elle fait une apparition dans un épisode des séries Forever et Switched . L'année suivante, elle tourne dans Harry Bosch, Revenge et deux épisodes d'How to Get Away with Murder, puis elle décroche un rôle récurrent dans Chicago Police Department, jusqu'en 2017. Elle fait une apparition lors d'un épisode de Chicago Fire en 2016.
En 2017, elle revient sur le grand écran avec plusieurs films Born to Be Blue de Robert Budreau (en), Transformers : The Last Knight de Michael Bay et Double Play d'Ernest R. Dickerson. Elle joue aussi dans le premier épisode de Kevin (Probably) Saves the World.
En 2018, elle obtient des rôles dans The Crossing et la mini-série Sharp Objects avec Amy Adams, diffusée sur HBO. L'année d'après, elle est présente dans un épisode des séries Good Trouble, Station 19, Magnum P.I et deux épisodes de The Man in the High Castle.
En 2020, elle joue dans la première saison de la série Netflix : Messiah avec Michelle Monaghan et Tomer Sisley et elle tourne dans Star Trek: Picard.
En 2022, elle joue Dot, la directrice régionale de la CIA, aux côtés d'Arnold Schwarzenegger dans la série Fubar de Netflix.

## Filmographie

### Cinéma
- 1985 : Night Magic de Lewis Furey : Doubt
- 1993 : L'Avocat du diable (Guilty as Sin) de Sidney Lumet : Kathleen Bigelow
- 1997 : Dead Men Can't Dance de Stephen Milburn Anderson : Sergent Rhodes
- 1997 : Critical Care de Sidney Lumet : Lucille, l'infirmière
- 1999 : Nightmare Man de Jim Kaufman : Beth Pyne
- 2001 : Identité suspecte (Picture Claire) de Bruce McDonald : Patricia
- 2001 : Mise à feu (Ignition) d'Yves Simoneau : Lieutenant Kayla Rayne
- 2002 : A Time for Dancing de Peter Gilbert : Dr Conner
- 2008 : The Midnight Meat Train de Ryuhei Kitamura : Détective Lynn Hadley
- 2012 : The Amazing Spider-Man de Marc Webb : Mme Ritter
- 2012 : Des gens comme nous (People Like Us) d'Alex Kurtzman : Mme Haney
- 2013 : No Ordinary Hero : The SuperDeafy Movie de Troy Kotsur : Principale Gwen
- 2016 : Blood Is Blood de Stuart Sauvarin : Dr Sprague
- 2017 : Born to Be Blue de Robert Budreau (en) : Elsie Azuka
- 2017 : Transformers : The Last Knight de Michael Bay : La colonel du Pentagone
- 2017 : Double Play d'Ernest R. Dickerson : Vera
- 2019 : The Body Remembers When the World Broke Open de Kathleen Hepburn et Elle-Máijá Tailfeathers : Sophie

#### Court métrage
- 2015 : Welcome to Forever de Laddie Ervin : Jean Raymond

### Télévision

#### Séries télévisées
- 1987 : Brigade de nuit (Night Heat) : Lillian
- 1987 : Le monde merveilleux de Disney (Disneyland) : la mère de Bill
- 1987 : Adderly : Viola Basinee
- 1990 : Côte Ouest (Knots Landing) : lieutenant Davis
- 1990 - 1991 : E.N.G. : Barbara Cole
- 1991 : La Chambre secrète (The Hidden Room) : Liz
- 1991 - 1992 / 1994 : Street Legal (en) : Rose Wilson / Lisa Hines / Patricia Wylie
- 1992 : Fais-moi peur ! (Are You Afraid of the Dark ?) : Sally
- 1993 : Promo 96 (Class of '96) : miss Casper
- 1994 - 1996 : Side Effects : Wanda Gibbs
- 1995 : Les Anges de la ville (Sirens) : Diane
- 1997 : FX, effets spéciaux (F/X : The Series) : une médecin
- 1998 : Un tandem de choc (Due South) : agent Handler
- 1998 : Au-delà du réel : L'aventure continue (The Outer Limits) : colonel Samantha Elliot
- 1999 : La Vie à cinq (Party of Five) : Mary Anne Grey
- 2000 : Bull : Mme Peterson
- 2001 : À la Maison-Blanche (The West Wing) : Gretchen Tyler
- 2001 : Providence : Dr Beth Timmons
- 2001 : That's Life : Irene Boyd
- 2001 : Any Day Now : Dr Mandelberg
- 2002 : Associées pour la loi (Family Law) : Dr Shauna Morton
- 2002 : The Practice : Donnell et Associés (The Practice) : juge Joan Limpert
- 2002 : Espions d'État (The Agency) : Marilyn
- 2003 : Les Experts : Miami (CSI : Miami) : Danetta Harris
- 2003 : Urgences (ER) : Mme Kendrick / Sakina
- 2003 : Cold Case : Affaires classées (Cold Case) : Diane Washington (2003)
- 2004 : JAG : lieutenant Commandant Vera McCool
- 2004 : Jack et Bobby : Mme Frankel
- 2004 : Sex Traffic : Audrey Dupoint
- 2005 : Kevin Hill : Nora Banks
- 2005 - 2006 : The Eleventh Hour : Heather Andrews / Kate Washington
- 2005 - 2006 : Commander in Chief : Lynn
- 2006 : Magnitude 10,5 : L'Apocalypse (10.5 : Apocalypse) : Stacy Warner
- 2006 - 2009 : Prison Break : agent Lang
- 2007 : Private Practice : Melinda
- 2007 : Eureka : révérend Harper
- 2007 : Brothers and Sisters : Carla Brown
- 2008 : Esprits criminels (Criminal Minds) : procureure Eve Alexander
- 2008 : Boston Justice : principal Holliston
- 2008 : Ghost Whisperer : infirmière Dorothy Perry
- 2009 : Hawthorne : infirmière en chef (Hawthorne) : Karen
- 2009 : 'Da Kink in My Hair : Chandra
- 2009 : Mental : Eileen Burditt
- 2009 : Flashpoint : Dr Roberta Fenton
- 2011 - 2012 : Les Experts : Shérif Sherry Liston
- 2012 / 2014 : Rizzoli and Isles : Camille Frost
- 2013 : NCIS : Enquêtes spéciales (NCIS) : directrice Stacy Bergin
- 2014 : Forever : lieutenant Marcia Roark
- 2014 : Switched : Beth Wetton
- 2015 : Harry Bosch (Bosch) : Marsha Macken
- 2015 : Revenge : Connie Bales
- 2015 : How to Get Away with Murder (Murder) : juge Fiona Pruitt
- 2015 - 2017 : Chicago Police Department (Chicago P.D) : Emma Crowley
- 2016 : Chicago Fire : Emma Crowley
- 2016 : Supernatural : Clea
- 2016 : Rogue : Miranda Randpher
- 2017 : Kevin (Probably) Saves the World : lieutenant-Colonel O'Donnell
- 2018 : The Crossing : Lydia Doyle
- 2018 : Sharp Objects : Eileen Curry
- 2019 : Good Trouble : Barbara
- 2019 : Station 19 : Ifeya Miller
- 2019 : Magnum P.I : Lucy Akina
- 2019 : The Man in the High Castle : Angela
- 2020 : Messiah : Katherine Bailey
- 2020 : Star Trek : Picard : Audrey
- 2021 : 9-1-1 Lone Star : Invité Saison 2, épisodes : 5 ; 9 (La mère de Grace Ryder), Denice Williams
- 2021 : New York, crime organisé (Law & Order: Organized Crime) (saison 1, épisode 8 ; saison 2, épisode 1) : avocate de la défense Athena Davis
- 2023 : FUBAR : Dot

#### Téléfilms
- 1985 : Les Filles du KGB (Secret Weapons) de Don Taylor : Miriam
- 1987 : Ghost of a Chance de Don Taylor : Gladys
- 1987 : Nightstick de Joseph L. Scanlan : Comet Gold
- 1988 : The Return of Ben Casey de Joseph L. Scanlan : Une infirmière
- 1993 : Le meurtre que je n'ai pas commis (Woman on the Run : The Lawrencia Bembenek Story) de Sandor Stern : Zena Jackson
- 1994 : TekWar : TekJustice de Jerry Ciccoritti : Thalia McKenzie
- 1994 : Against Their Will de Karen Arthur : Capitaine Williamson
- 1996 : Captive Heart : The James Mink Story de Bruce Pittman : Biddy Shad
- 1997 : Un candidat idéal (The Absolute Truth) de James Keach : Ellen Williams
- 1997 : In His Father's Shoes de Vic Sarin : Janice
- 1997 : Jack Reed : Death and Vengeance de Brian Dennehy : Mme Silvera
- 1998 : Charme fatal (Blood on Her Hands) de Steven Robman : Procureur Jackson
- 1999 : Justice de Richard J. Lewis : Janet Walker
- 1999 : Chantage sans issue (36 Hours to Die) d'Yves Simoneau : Barbara Woods
- 2010 : Tangled de Bronwen Hughes : Barb
- 2018 : Le secret de ma naissance (Her Stolen Past) de Penelope Buitenhuis : Olivia
- 2019 : Double Holiday de Don McBrearty : Jane Bennett

## Récompenses
- 1997 : Prix Gemini de la meilleure performance comme actrice dans un rôle dramatique de longue durée pour Side Effects